# Paraloricaria vetula
La vieja de látigo (Paraloricaria vetula) es una especie de peces de la familia Loricariidae en el orden de los Siluriformes.

## Morfología
Los machos pueden llegar alcanzar los 55,4 cm de longitud total y 361 g de peso.

## Hábitat
Es un pez de agua dulce y de clima templado.

## Distribución geográfica
Se encuentran en Sudamérica:  cuenca del Río de La Plata.